# Barbara Kniaziołucka
Barbara Kniaziołucka (ur. 4 lipca 1928 w Warszawie, zm. 17 kwietnia 2008 tamże) – polska aktorka dziecięca, później montażystka. Córka operatora Alberta Wywerki.
Pierwszy raz zagrała w 1931 roku w filmie Cham. Kolejny raz pojawiła się na dużym ekranie w 1935 roku w filmie ABC miłości, w którym zagrała Basię. Po II wojnie światowej pracowała jako montażystka.